# Вроцлавская и Щецинская епархия
Вро́цлавская и Ще́цинская епархия (пол. Diecezja Wrocławsko-Szczecińska) — епархия Польской православной церкви с центром в городе Вроцлаве.
Епархия включает приходы на «возвращённых землях» (Нижняя Силезия, Любушская земля, Западное Поморье), расположенных вдоль западной границы Польши и вошедших в её состав после Второй мировой войны.

## История
Епархия с центром во Вроцлаве была учреждена в 1000 году в составе Римской церкви. После Великой схизмы в 1054 году епархия осталась в юрисдикции Рима. (см. Архиепархия Вроцлава).
В новейшее время распространение православия в Нижней Силезии, Любушской земле и Западном Поморье связано с включением этих земель в состав Польши в 1945 году, по итогам Второй мировой войны. Названные в Польше «возвращёнными землями», эти бывшие немецкие территории стали заселяться репатриантами из бывших восточных пределов Польши, отошедших в 1939 году к СССР. Среди переселённых было немало православных. В составе Польской Православной Церкви сразу же началось устройство церковной жизни новых переселенцев.
В 1945 году начались богослужения в городе Пила, в 1946 году — в городах Валч, Щецин, Вроцлав, Слупск. 7 мая 1946 года была организована администратура православных приходов на «возвращённых землях», которой управлял митрополит Варшавский Дионисий (Валединский).
15 июля того же года администратура была преобразована в епархию Возвращённых земель.
Новая волна переселенцев последовала в 1947 году, когда в ходе операции «Висла» сюда направили немало депортированных украинцев и лемков, выселенных из юго-восточных краёв Польши под предлогом борьбы с украинскими террористами-бандеровцами.
17 сентября 1947 года в составе епархии были созданы Вроцлавское и Щецинское благочиния. В 1948 году, с переустройством епархий, кафедра получила наименование Вроцлавской.
С 1947 по 1950 год образовались также приходы в населённых пунктах Барлинек, Бернатув, Бучина, Валбжих, Долице, Еленя-Гура, Зелёна-Гура, Зимна-Вода, Кожухув, Легница, Липины, Любин, Лобез, Мальчице, Михалув, Польковице, Пшемкув, Студзёнки, Тожим, Шпротава, Явор.
Окончательно границы епархии были определены 7 сентября 1951 года, когда к ней отошли Кошалинское, Щецинское, Вроцлавское и Зелёногурское воеводства.
В 1950—1960 годах возникли новые приходы в Боболице, Бжозе, Бытуве, Глогуве, Гожув-Велькопольском, Грыфице, Джонуве, Жеченице, Карсьцино, Кониково, Кошалине, Лешно-Гурне, Лугах, Олеснице, Олужне, Рокосово, Рудне, Славно, Старгард-Щециньски, Стары-Волуве, Тшебятуве и Щецинеке. В связи с возникновением большого количества новых приходов 30 апреля 1958 года были созданы Зелёногурское и Кошалинское благочиния.
Впоследствии, в частности вследствие возвращения насильственно переселённых в ходе операции «Висла» на родину, ряд ранних приходов был закрыт — на начало XXI века таких было 17 — но вместо них возникали новые.

## Названия
- Вроцлавская (1000—1054)
- Возвращённых земель (15 июля 1946—1948)
- Вроцлавская (1948 — 7 сентября 1951)
- Вроцлавская и Щецинская (с 7 сентября 1951)

## Архиереи
Римская Церковь (до раскола)
- Иоанн (1000 — после 1030)
- Иероним (1051—1054)

Польская православная церковь
- Дионисий (Валединский) (15 июля 1946 — 6/17 апреля 1948) в/у, митр. Варшавский
- Михаил (Кедров) (15 июня 1948 — 6 ноября 1951)
- Макарий (Оксиюк) (5 декабря 1951 — 22 марта 1953) в/у, митр. Варшавский
- Стефан (Рудык) (22 марта 1953 — 5 мая 1961)
- Василий (Дорошкевич) (5 мая 1961 — 24 января 1970)
- Алексий (Ярошук) (26 января 1970 — 24 сентября 1982)
- Симон (Романчук) (сентябрь 1982 — 9 сентября 1983) в/у, еп. Лодзинский
- Иеремия (Анхимюк) (9 сентября 1983 — 17 апреля 2017)
- Григорий (Харкевич) (17 апреля — 16 мая 2017) в/у, еп. Супрасльский
- Георгий (Паньковский) (с 16 мая 2017)

## Благочиния
- Вроцлавское
- Зелёногурское
- Кошалинское
- Любинское
- Щецинское